# Братство Кольца
«Бра́тство Кольца́» (англ. The Fellowship of the Ring) — первый том романа английского писателя Дж. Р. Р. Толкина «Властелин колец» в жанре эпического фэнтези. Действие романа происходит в вымышленной вселенной Средиземья (Арды). Первое издание книги было опубликовано в Великобритании 29 июля 1954 года. «Братство Кольца» состоит из предисловия (в котором автор описывает процесс написания романа), пролога (в котором даются общие сведения о хоббитах и вымышленном мире Средиземья), и двух книг (первая состоит из 12 глав, вторая — из 10).
Исследователи Толкина отметили, что структура повествования «Братства Кольца» включает в себя пять «гостеприимных приютов», где герои произведения периодически укрываются от опасностей внешнего мира. В нарративе книги выделяются две главы, «Тень прошлого» (англ. The Shadow of the Past) и «Совет Элронда» (The Council of Elrond), в которых «мудрые» персонажи подробно объясняют предысторию описываемых событий с точки зрения истории Средиземья, что сопровождается флешбэками.
«Братство Кольца» в целом было хорошо принято критиками и авторами, включая Уистена Хью Одена и Наоми Митчисон, хотя критик Эдмунд Уилсон негативно оценил книгу, написав статью «О, эти ужасные орки!» Две главы со «флешбэками» подробно рассмотрены исследователями: главу «Тень прошлого» сам Толкин называл «ключевой» и меняющей «тон книги», так как в ней и главный герой, хоббит Фродо Бэггинс, и читатель узнают о природе Единого кольца (Кольца Всевластья) и о необходимости его уничтожения. Глава «Совет Элронда» представляет собой «культурное столкновение» современности и древности.
По мотивам романа новозеландский режиссёр Питер Джексон в 2001 году снял фильм «Властелин колец: Братство Кольца». А в 1991 году в Советском Союзе вышел телеспектакль «Хранители».

## Название и публикация
Дж. Р. Р. Толкин изначально хотел издать «Властелин колец» единым томом (возможно, даже вместе с «Сильмариллионом»), разделённым на шесть частей, которые он называл «книгами», и снабжённым подробными приложениями. Однако издатель решил разбить роман на три отдельных тома.
Первый том, названный в итоге «Братством Кольца» (Толкин также рассматривал варианты названия «Тьма растёт» и «Возвращение Тени»), состоял из двух книг, которые в большинстве опубликованных изданий никак не озаглавлены, однако по изначальной задумке Толкина первая книга называлась «Первое путешествие» или «Кольцо отправляется в путь», вторая — «Путешествие девяти товарищей» или «Кольцо отправляются на юг». Заглавия «Кольцо отправляется в путь» и «Кольцо отправляются на юг» были использованы в семитомном «миллениум»-издании «Властелина колец» 1994 года.

## Сюжет
Том содержит пролог для читателей, не знакомых с повестью Толкина «Хоббит, или Туда и обратно», а также две книги (12 и 10 глав соответственно).

### Пролог
В Прологе рассказывается о том, кто такие хоббиты, их происхождение, привычки и обычаи (включая курение «трубочной травы»), устроение их страны — Шира, система летоисчисления, а также краткая история повести «Хоббит», включая нахождение Единого кольца Бильбо Бэггинсом в пещере Голлума.

### Книга I: Кольцо отправляется в путь

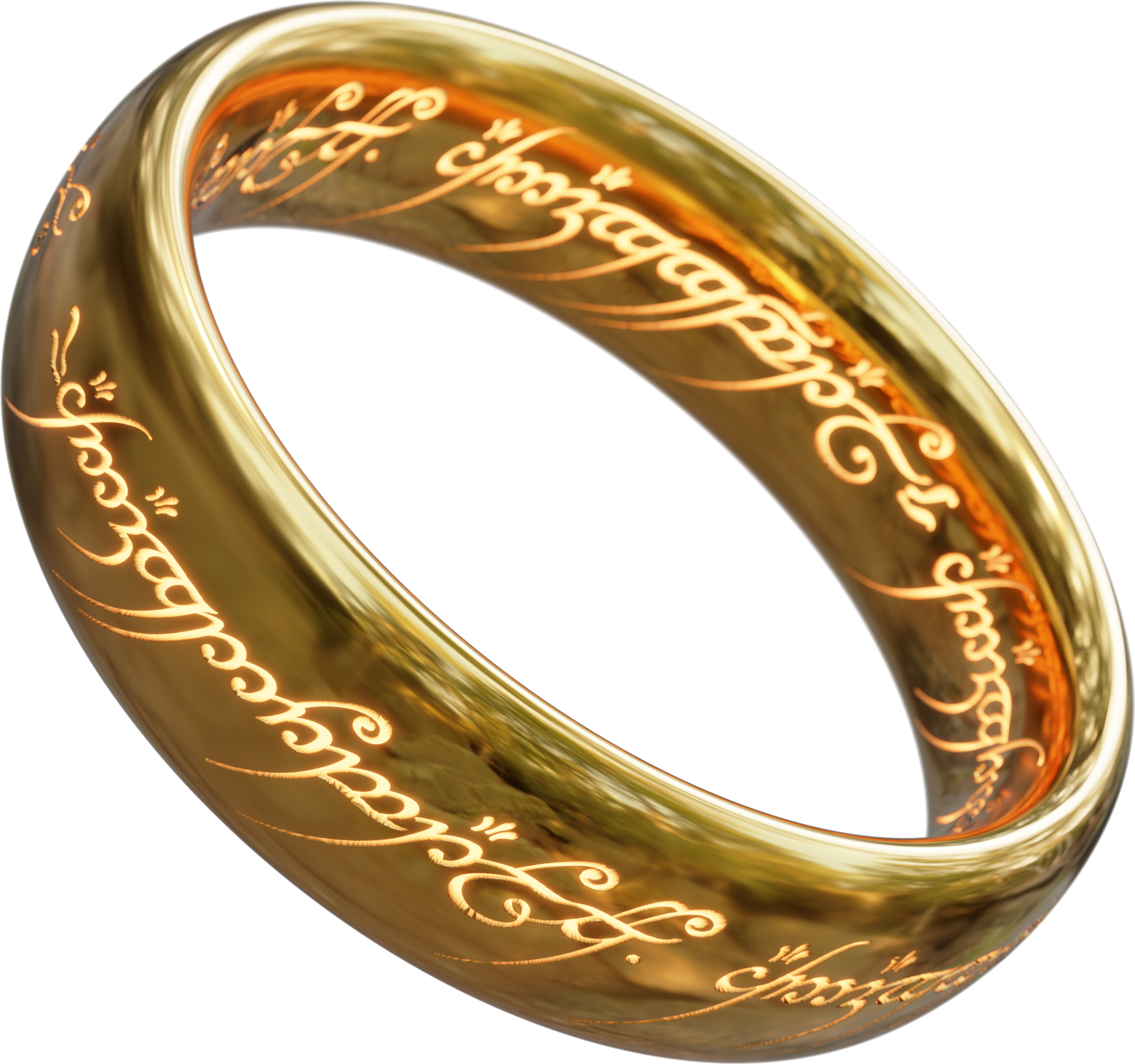
Единое кольцо («Кольцо Всевластья» в популярном переводе), которое Фродо наследует от Бильбо

Хоббит Бильбо Бэггинс, с которым читатель знаком по повести «Хоббит, или Туда и обратно», готовится с размахом отметить своё 111-летие. В разгар праздника, на который был приглашены хоббиты со всего Хоббитона (англ. Hobbiton) и из многих других частей Шира (англ. The Shire), Бильбо внезапно исчезает на виду у всех, надев на палец своё магическое кольцо и став невидимым. Он оставляет свой дом Бэг Энд (англ. Bad Eng) и наследство, включая волшебное кольцо, своему племяннику Фродо Бэггинсу и покидает Шир. Волшебник Гэндальф, старый друг Бильбо, подозревает, что волшебное кольцо является одним из Колец власти, и просит Фродо хранить его в тайне. Семнадцать лет спустя Гэндальф вновь приходит к Фродо и сообщает ему, что волшебное кольцо Бильбо — это Единое кольцо (англ. One Ring, «Кольцо Всевластья» в популярном переводе), которое Тёмный властелин Саурон давным-давно выковал в Мордоре в огне Роковой горы с целью порабощения всего Средиземья под своей властью. Кольцо обладает силой власти и извращает любые изначально благие намерения, превращая своего владельца в прислужника зла. Саурон стремится найти Кольцо, поэтому Гэндальф советует Фродо покинуть Шир. Волшебник уходит, обещая вернуться к 50-му дню рождения Фродо и сопроводить хоббита в его путешествии из Шира, однако к намеченному сроку не возвращается.
23 сентября Фродо отправляется в пешее путешествие без Гэндальфа, но в компании двух других хоббитов — Сэма и Пиппина — сообщив всем, что они якобы направляются в деревню Крикхоллоу (англ. Crickhollow). Хоббитов преследуют зловещие Чёрные всадники, слуги Саурона. По пути хоббиты встречают в лесу группу эльфов во главе с Гильдором Инглорионом, которые поют гимн Эльберет и тем самым отгоняют Чёрных всадников. Хоббиты ночуют в компании эльфов, после чего «срезают путь» через поля фермера Мэггота, который довозит их на повозке до паромной переправы Баклбери (англ. Bucklebury Ferry). Там они встречают своего друга Мерри, четвёртого хоббита в их компании. Добравшись до дома в Крикхоллоу, остальные хоббиты узнают о Кольце и решают продолжить путь вместе с Фродо и Сэмом.
Стремясь избежать встречи с Чёрными всадниками, хоббиты решают продолжить путь на восток не по дороге, а через Старый лес (англ. Old Forest). Там Мерри и Пиппин попадают в ловушку Старой Ивы (англ. Old Man Willow), но их спасает загадочный Том Бомбадил, хозяин Старого леса, предоставивший хоббитам укрытие в своём доме. После выхода из Старого леса хоббиты теряются в туманах Могильников (англ. Barrow Downs), где попадают под злые чары Умертвий (англ. Barrow-wights). Фродо удаётся освободиться от чар и призвать на помощь Бомбадила, который спасает остальных хоббитов и отдаёт им древние мечи из Могильников.
Ночью 29 сентября хоббиты достигают поселения Бри (англ. Bree). В таверне «Гарцующий пони» (англ. The Prancing Pony) Фродо получает от трактирщика письмо от Гэндальфа, который задерживается в странствиях. Там же они встречают следопыта Арагорна, назвавшего себя «Странником» (англ. Strider), который предлагает хоббитам свою помощь в дальнейшем пути на восток в Ривенделл. Арагорн уводит хоббитов из Бри через дикие земли и болота. Во время ночной стоянки возле руин башни Амон Сул (6 октября) на хоббитов нападают пятеро назгулов. Их лидер, Король-чародей Ангмара, ранит Фродо в плечо моргульским клинком. Навстречу хоббитам и Арагорну из Ривенделла выезжает Глорфиндель, он помогает Фродо уйти от преследующих его Чёрных всадников. Когда назгулы пытаются пересечь брод реки Бруинен, их смывает гигантская волна, вызванная Элрондом, владыкой Ривенделла.

### Книга II: Кольцо отправляется на юг
Фродо приходит в себя в Ривенделле после исцеления владыкой Элрондом. В Ривенделле он встречает Гэндальфа, а также Бильбо, который уже много лет живёт здесь. Гэндальф сообщает Фродо, что преследовавшие его Чёрные всадники — это назгулы, когда-то бывшие людьми, но порабощённые Сауроном при помощи колец власти и ставшие призраками. На Совете Элронда, куда приглашены представители всех свободных народов Средиземья, обсуждается история Саурона и Единого кольца. Все узнают, что следопыт, называющий себя Странником, — это Арагорн, наследник Исильдура, отрезавшего Единое кольцо с руки Саурона в последней битве Второй эпохи. Исильдур отказался уничтожить Кольцо и решил оставить себе, но вскоре попал в засаду и был убит орками, а Кольцо на долгое время было утеряно, пока его не нашёл Бильбо в пещере Голлума. Гэндальф сообщает Совету о предательстве волшебника Сарумана, который мечтает заполучить Кольцо для себя, и о том, что Саруман держал Гэндальфа в плену в башне Ортханк. Гэндальфу в итоге удалось сбежать, но он не успел вернуться в Шир до момента ухода Фродо.
Совет решает, что Единое кольцо необходимо уничтожить, но это можно сделать только в Мордоре, в огне вулкана Роковой горы. Фродо принимает решение исполнить волю Совета и отнести Кольцо в Мордор. Элронд выбирает ему компаньонов, которые образуют Братство Кольца (англ. The Fellowship of the Ring). В Братство вошли девять путешественников, представляющих разные свободные народы Средеземья: хоббиты Фродо, Сэм, Мерри и Пиппин, волшебник Гэндальф, эльф Леголас, гном Гимли, а также двое людей — Боромир (старший сын и наследник наместника Гондора) и Арагорн.
25 декабря Братство Кольца выходит из Ривенделла, отправившись на юг. Попытка пересечь Мглистые горы (англ. Misty Mountains) через перевал Карадраса (англ. Caradhras) не удаётся из-за глубокого снега. Гэндальф решает продолжать путь через подземелья Мории. 13 января Братство входит в Морию через Западные врата, столкнувшись с нападением Водного Стража. В чертоге Мазарбул отряд находит могилу Балина (одного из спутников Бильбо в повести «Хоббит») и узнаёт из книги Мазарбул об уничтожении орками колонии гномов под его началом. На Братство нападают орки и тролли, а также Балрог — древний демон Моргота. Гэндальф останавливает Балрога ценой собственной жизни: оба падают в пропасть с моста Кхазад-дум (15 января). Арагорн ведёт остальных членов Братства в эльфийский лес Лотлориэн, где путники отдыхают под защитой эльфийскых владык Галадриэль и Келеборна. Фродо предлагает Галадриэли Единое кольцо, но она отказывается, понимая, что не сможет справиться с его властью. Галадриэль позволяет Фродо и Сэму взглянуть в волшебную чашу («Зеркало Галадриэли»), в котором хоббиты наблюдают видения из прошлого, настоящего и будущего. Также Галадриэль даёт каждому члену Братства дары.
Келеборн даёт Братству эльфийские лодки, эльфийские плащи и дорожный хлеб лембас. 16 февраля Члены Братства Кольца покидают Лориэн и плывут на лодках вниз по течению реки Андуин, пока не достигают Парт Галена, после которого находятся непроходимые на лодках водопады Раурос (25 февраля). Там Боромир, поддавшись жажде заполучить Кольцо, пытается силой отнять его у Фродо. Фродо удаётся уйти, надев Кольцо на палец и став невидимым. Видя, как чары Кольца влияют на его спутников, хоббит решает идти в Мордор в одиночку. Однако его замысел разгадывает Сэм, который следует за Фродо. На оставшихся членов их группы нападают орки.

## Члены Братства Кольца
- Фродо Бэггинс (англ. Frodo Baggins) — хоббит, хранитель кольца
- Сэмуайз (Сэм) Гэмджи (англ. Sam Gamgee) — хоббит, слуга Фродо, садовник
- Перегрин (Пиппин) Тук (англ. Peregrin Took) — хоббит, дальний родственник Фродо и его спутник
- Мериадок (Мерри) Брендибак (англ. Merry Brandybuck) — хоббит, дальний родственник Фродо и его спутник
- Гэндальф Серый (англ. Gandalf) — член Белого совета, волшебник
- Гимли, сын Глоина (англ. Gimli) — гном из Эребора
- Леголас, сын Трандуила (англ.  Legolas) — эльф из Лихолесья
- Арагорн, сын Араторна (англ. Aragorn) — человек из северных дунэдайн, наследник Элендиля и Исильдура и королевского престола Арнора и Гондора
- Боромир, сын Дэнетора (англ.  Boromir) — человек, военачальник и сын наместника Гондора

## Герои второго плана
Герои указаны по мере своего появления и развития событий, описанных в книге.
- Бильбо Бэггинс — хоббит, нашедший Единое кольцо в пещере Голлума
- Хэмфаст Гэмджи — отец Сэма и садовник Бильбо
- Голлум / Смеагол — существо, некогда бывшее хоббитом, но подпавшее под власть Единого кольца
- Деагол — хоббит, нашедший Единое кольцо
- Том Бомбадил — хозяин Старого леса
- Златеника — жена Тома Бомбадила
- Барлиман Баттербур — трактирщик из Бри, хозяин «Гарцующего пони»
- Глорфиндель — эльфийский воин из числа нолдор, военачальник Ривенделла
- Элронд — правитель Ривенделла
- Арвен — дочь Элронда
- Глоин — отец Гимли
- Келеборн — правитель Лотлориэна
- Галадриэль — правительница Лотлориэна
- Саруман — волшебник
- Радагаст — волшебник
- Балрог — демон Моргота
- Дэнетор — правитель и наместник Гондора, отец Боромира
- Предводитель назгулов — лидер девяти Чёрных всадников

## Структура повествования
В «Братстве Кольца» исследователи выделяют три типа структуры повествования, которые не встречаются в следующих томах романа. Во-первых, хоббиты, отправившиеся в путешествие, неоднократно возвращаются в «гостеприимные приюты» (англ. Homely Houses) — комфортные и безопасные места, где они могут восстановить силы. Во-вторых, Фродо неоднократно совещается и делит трапезу с «советчиками» (причём необязательно в «гостеприимном приюте»), затем продолжает опасное путешествие, после чего ему неожиданно помогают. В-третьих, в этом томе есть две главы, значительно превосходящие объёмом остальные, в которых содержатся флешбэки, важные для понимания смысла всего романа.

### Пять «гостеприимных приютов» Фродо

Согласно Шиппи, пять «гостеприимных приютов» Фродо чередуются с опасными местами, образуя повторяющуюся структуру первого тома. «Гостеприимные приюты» показаны иконками домов, «опасные места» показаны иконками перекрещенных мечей. Карта схематичная

#### Специальная задумка
В 2001 году  в журнале London Review of Books Дженни Тернер написала, что «Властелин колец» нравится «уязвимым людям»: «Вы можете почувствовать себя в безопасности [читая книгу], и неважно, что происходит в противном реальном мире. Самый слабый человек может почувствовать себя хозяином этой уютной маленькой вселенной. Даже глупый, покрытый мехом маленький хоббит может увидеть, как его мечты сбываются». Она отметила, что в первой книге «Братства Кольца» приключения повторяются: так, бегство от Чёрных всадников в Шире завершается ужином у фермера Мэггота, неприятности со Старой Ивой заканчиваются горячей ванной и удобствами дома Тома Бомбадила, после чего следуют новые опасности и новый комфорт в Бри и в Ривенделле. Для Тернер чтение книги представляло собой «раскачивание между мрачностью и комфортом»: «страшно, снова безопасно; опять страшно, снова безопасно».

#### «Нащупывание истории»
В 1982 году Том Шиппи отметил чередование моментов с опасными приключениями и с отдыхом в безопасных местах. Шиппи не считал, что Толкин умышленно создал такое чередование, предложив несколько объяснений, как такая структура повествования могла появиться. Во-первых, по мнению Шиппи, тексты Толкина не написаны под влиянием мгновенного приступа «вдохновения», а когда «вдохновение» иссякало — продолжались по инерции, на одной выдумке. Напротив, Толкин начал с тщательно проработанной «выдумки» и, по мере продвижения повествования, обнаружил, что неизбежные осложнения, возникающие внутри «выдумки», как раз и порождают «вдохновение».
Придумывая материал для сюжета, Толкин прибегал к «самоплагиату», взяв за основу и «расширив» ранее придуманных их персонажей (например, из сборника стихов «Приключения Тома Бомбадила» 1934 года, включая Тома Бомбадила, Старую Иву и Умертвия). Филологический бэкграунд Толкина отразился в названиях вымышленного Шира, имеющего много общего с реальной Англией. Шиппи отметил, что пафос повествования первой книги «Братства Кольца» заключён не в опасностях, а «в отдыхе от опасностей», включающем песни, с нескрываемым удовольствием описанные блюда, ванны, уютные дома, в которых хоббиты могут расслабиться, а также написанные с юмором диалоги. Шиппи также заметил, что «хоббичья болтовня» (цитата из письма Профессора) развлекала Толкина даже больше, чем описание их похода, но по просьбе друзей он вынужден был  её «безжалостно сократить».
| Критик        | Предлагаемое объяснение                                            | Писательский метод                                                                                 |
| ------------- | ------------------------------------------------------------------ | -------------------------------------------------------------------------------------------------- |
| Дженни Тернер | Специально задуманный нарратив для «уязвимых людей»                | «Страшно, снова безопасно»                                                                         |
| Том Шиппи     | Кропотливая работа по «выдумыванию» событий в поисках вдохновления | Придумывание персонажей, мест, событий; возникновение трудностей и обретение, наконец, вдохновения |
| Том Шиппи     | Использование ранее написанного материала                          | Расширение ранее написанных стихов и персонажей из них (Старая Ива, Том Бомбадил, Умертвия)        |
| Том Шиппи     | Забота о создании географических названий                          | Создание географических названий в Шире и других местах (например, в Бри), опираясь на филологию   |
| Том Шиппи     | Причудливые развлечения                                            | Детальные описания блюд; персонажи, поющие песни; «хоббичья болтовня» и ребячество хоббитов        |

### Циклы и спирали
В книге A Tolkien Compass литератор Дэвид М. Миллер описывает «Властелин колец» (как и «Хоббит» до этого) как историю про «туда и обратно» с «различными отвлекающими приключениями по пути». По его мнению, «Братство Кольца» содержит элементы плутовского романа, однако с уточнением, что компоненты путешествий почти всегда играют ключевую роль для сюжета. Главные герои, Бильбо, а затем Фродо, проходят через приключения одно за другим, «возможно, обучаясь чему-то и становясь взрослее, но сталкиваясь с каждым новым вызовом, по существу, заново». Миллер выделяет девять «циклов» в «Братстве Кольца». Каждая встреча включает в себя акт поглощения пищи, а циклы состоят из этапов «пиршества» и «голода». Каждая опасность является смертельной, то есть поражение в любом моменте означает крах миссии Фродо. Нежданный помощник в каждом из циклов становится советчиком в следующем цикле. Миллер отметил, что «циклы», включающие Старую Иву и Умертвий, отклоняются от нормы, так как на этих этапах Единое кольцо не приближается к Ривенделлу, а враждебные персонажи не проявляют никакого интереса к Кольцу. При этом Старый лес, Старая Ива, Том как «Старший» «стоят вне времени», «оставшись ещё от Первой эпохи». Подобно путешествию Фродо, «время ускоряется и замедляется с ощутимым ритмом».
Шиппи назвал наблюдения Миллера «циклами и спиралями», противопоставленными линейному повествованию. По мнению Шиппи, такие структуры появились «отчасти из-за рабочих привычек Толкина» и постоянного переписывания им текстов, что напоминает «волны прилива, каждая из которых катится по пляжу немного дальше, чем предыдущая».

### «Главы-флешбэки»
Исследователи Толкина заметили, что «Братство Кольца», в отличие от следующих томов «Властелина колец» (использующих структуру повествования с параллельно существующими сюжетными линиями), подаётся как цельное повествование о путешествии Фродо за двумя исключениями. Исключениями являются две длинные главы с флешбэками, «Тень прошлого» и «Совет Элронда». В этих двух главах даётся подробная предыстория, связанная с созданием Единого кольца, а также содержатся цитаты из диалогов. Эти главы похожи тем, что главный рассказчик (Гэндальф или Элронд) обращается к прошлому, чтобы объяснить события настоящего.
| Книга                                 | Линия повествования с Фродо в роли протагониста       | Флешбэки, рассказанные Гэндальфом или Элрондом | Важность |
| ------------------------------------- | ----------------------------------------------------- | ---------------------------------------------- | --- |
| Книга I. «Кольцо отправляется в путь» | «Долгожданное угощение» (англ. A Long-expected Party) |                                                | |
|                                       |                                                       | «Тень прошлого» (англ. The Shadow of the Past) | «Ключевая глава» (Толкин), «жизненно важная глава» (Шиппи); определяет центральный сюжет романа; Фродо и читатель понимают, что целью путешествия является уничтожение Единого кольца |
|                                       | 10 других глав                                        |                                                | |
| Книга II. «Кольцо отправляется на юг» | «Встреча за встречей» (англ. Many Meetings)           |                                                | |
|                                       |                                                       | «Совет Элронда» (англ. The Council of Elrond)  | Исключительно длинная глава (15 тысяч слов); объясняется опасность Единого кольца; представлены члены Братства Кольца; определены цели миссии Фродо                                   |
|                                       | 8 других глав                                         |                                                | |

## Критика
Поэт Уистен Хью Оден написал положительную рецензию в «Нью-Йорк таймс», назвав книгу «захватывающей» и отметив, что «неистощимое воображение Толкина» удерживает внимание читателя не в меньшей степени, чем «Тридцать девять ступеней» Джона Бакена. При этом он отметил, что попытки писать в жанре «лёгкой комедии» — «не самая сильная сторона Толкина». «Братство Кольца» было высоко оценено эссеистом Лореном Айзли. Известный литературный критик Эдмунд Уилсон написал негативный отзыв о книге под заголовком «О, эти ужасные орки!». Писатель Х. А. Блэр в журнале Church Quarterly Review отметил, что в «Братстве Кольца» передана «поэтическая правда» и оно обращается к «бессознательным архетипам», назвав книгу религиозной, «дохристианской», но с «христианскими отголосками и акцентами», включая «крещение», «самопожервование», «исход», «рай», «отпущение грехов» и идеи о том, что зло нельзя использовать даже с благими намерениями, а «ложный гнозис не ведёт к спасению, а только лишь к падению». Писатель-фантаст Спрэг де Камп в журнале Science Fiction Quarterly назвал книгу «большим, неторопливым, красочным, поэтичным и грустным приключенческим романом», а хоббитов описал как «помесь английского белого воротничка и кролика». Католический автор Кристофер Деррик в журнале The Tablet заметил, что книга является откровенно «мифической» и представляет из себя героический роман. По его мнению, Толкин продемонстрировал «удивительную плодовитость в создании собственного мира и почти преуспел в разработке возвышенного стиля». Друг Толкина и член группы «Инклинги» К. С. Льюис в журнале Time and Tide отметил, что в «Братстве Кольца» создан новый романтический мир и «миф без аллегорий», опирающийся на убедительные исторические пласты.
Писательница Наоми Митчисон в журнале The New Statesman and Nation написала положительную рецензию на книгу, заметив: «прежде всего, это великолепно рассказанная история — красочная, живая и великая». Шотландский поэт Эдвин Мьюир в статье для The Observer написал: «как ни взгляни на „Братство Кольца“, но это необыкновенная книга», при этом отметив, что хотя Толкин «описывает колоссальный конфликт добра и зла», его положительные герои неизменно добры, а злодеи непреклонно злы».